# 富山奈氏鱈
富山奈氏鱈，為輻鰭魚綱鱈形目鼠尾鱈科奈氏鱈屬的其中一種。分布於西北太平洋區的日本海域，棲息在中水層，體長可達35公分，生活習性不明。